# Lakos Nikoletta
Lakos Nikoletta ( Budapest, 1978. december 14. –) magyar sakkozó, női nemzetközi nagymester, U16 és U18 korosztályos ifjúsági sakkvilágbajnoki ezüstérmes és U12 bronzérmes, valamint U16 korosztályos ifjúsági sakk-Európa-bajnoki ezüst- és bronzérmes, háromszoros magyar bajnok, világbajnokjelölt, ötszörös sakkolimpikon.

## Élete
A szombathelyi főiskolán szerzett diplomát német és művelődésszervezői szakon.

## Pályafutása
Több alkalommal vett részt a korosztályos ifjúsági sakk világ- és Európa-bajnokságokon, amelyeken három ezüst és két bronzérmet szerzett. Az ifjúsági sakkvilágbajnokságokon 1993-ban az U16 és 1995-ben az U18 korosztályban végzett a 2. helyen, míg korábban 1990-ben az U12 korosztályban végzett a 3. helyen. Az ifjúsági sakk-Európa-bajnokságokon az U16 korosztályban 1993-ban bronzérmet, 1994-ben ezüstérmet nyert 1998-ban az U20 korosztályos junior sakkvilágbajnokságon a 10. helyen végzett.
A magyar női sakkbajnokságon 1997-ben, 2002-ben és 2005-ben aranyérmes, 2000-ben és 2004-ben a 2. helyen végzett.
2000-ben bejutott a világbajnokjelöltek versenyébe, ahol az 1. fordulóban a későbbi kétszeres Európa-bajnok Pia Cramling ellen maradt alul 4-3 arányban.
2000-ben kapta meg a női nemzetközi nagymesteri (WGM) címet.
A 2018. novemberben érvényes Élő-pontértéke 2247. A magyar ranglistán az aktív női versenyzők között a 10. helyen áll. Legmagasabb pontértéke az 1997. júliusban elért 2415 volt, amely pontszámával akkor a női világranglista 15-19. helyén állt.

## Csapateredményei
1996-2004 között öt alkalommal szerepelt a magyar női válogatott tagjaként a kétévente megrendezésre kerülő sakkolimpián, amelyek közül 1996-ban és 2002-ben a csapat az 5., 2004-ben a 6. helyen végzett.
Négy alkalommal (1997, 1999, 2005, 2009) volt tagja a női Európa-bajnokságokon a magyar válogatottnak, 2005-ben az egyéni eredménye a mezőnyben a legjobb volt.
1997 és 1999 között szerepelt csapatával a női Bajnokcsapatok Európa Kupájában, ahol 1997-ben a 2. helyet szerezték meg.
1998-ban tagja volt a MITROPA Kupán szereplő magyar férfi válogatottnak.

## Kiemelkedő versenyeredményei
- 1. helyezés: 7. Ifjúsági Sakkfesztivál, Bécs (1996)
- 1. helyezés: Budapest (1999)
- 2. helyezés: Ostrava (1999)
- 2. helyezés: Tel Aviv-Jaffa (2001)
- női 1. helyezés: Magyar Egyetemi-Főiskolai bajnokság (2002)[16]
- 1. helyezés: Dos Hermanas (2003)[17]
- 1. helyezés: Krk (2003)
- 2. helyezés: Ptuj (2003)[18]
- legjobb női versenyző: Ács János emlékverseny Tapolca (2009)[19]
- 3. helyezés: Savaria Summer Open, Szombathely (2010)[20]
- 2-5. helyezés: Ács János emlékverseny Tapolca (2012)[21]
- legjobb női versenyző: V. Ács János sakkverseny Tapolca (2013)[22]

## Díjai, kitüntetései
- A Magyar Köztársaság jó tanulója, jó sportolója (1993)[23]
- Az 1993-as év legjobb leány sakkozója[24]
- Az év magyar sakkozója (1997)